# Čerusti
Čerusti (in russo Черусти?) è una cittadina della Russia europea centrale, situata nell'oblast' di Mosca. Apparteneva al Šaturskij rajon.
Sorge nella sezione orientale dell'oblast' moscovita, presso il confine con l'oblast' di Vladimir, a 156 chilometri da Mosca e a 29 da Šatura.